# Родеріх
Родеріх або Родерік (гот. 𐌷𐍂𐍉𐌸𐌰𐍂𐌴𐌹𐌺𐍃 (Hroþareiks); лат. Rodericus; порт. Rodrigo, ? — 711) — король вестготів у 710—711 роках. За його панування відбувся занепад держави, яку захопили араби.

## Життєпис

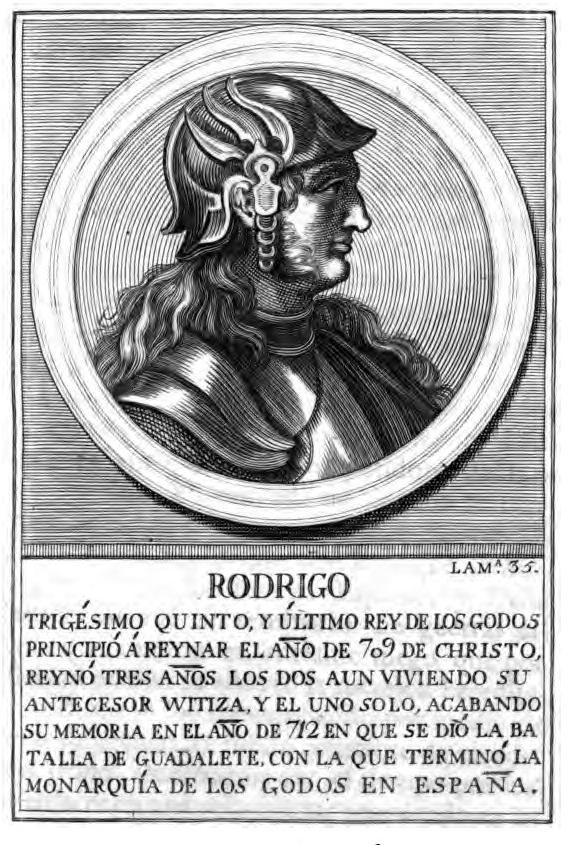
Гравюра XVIII ст.

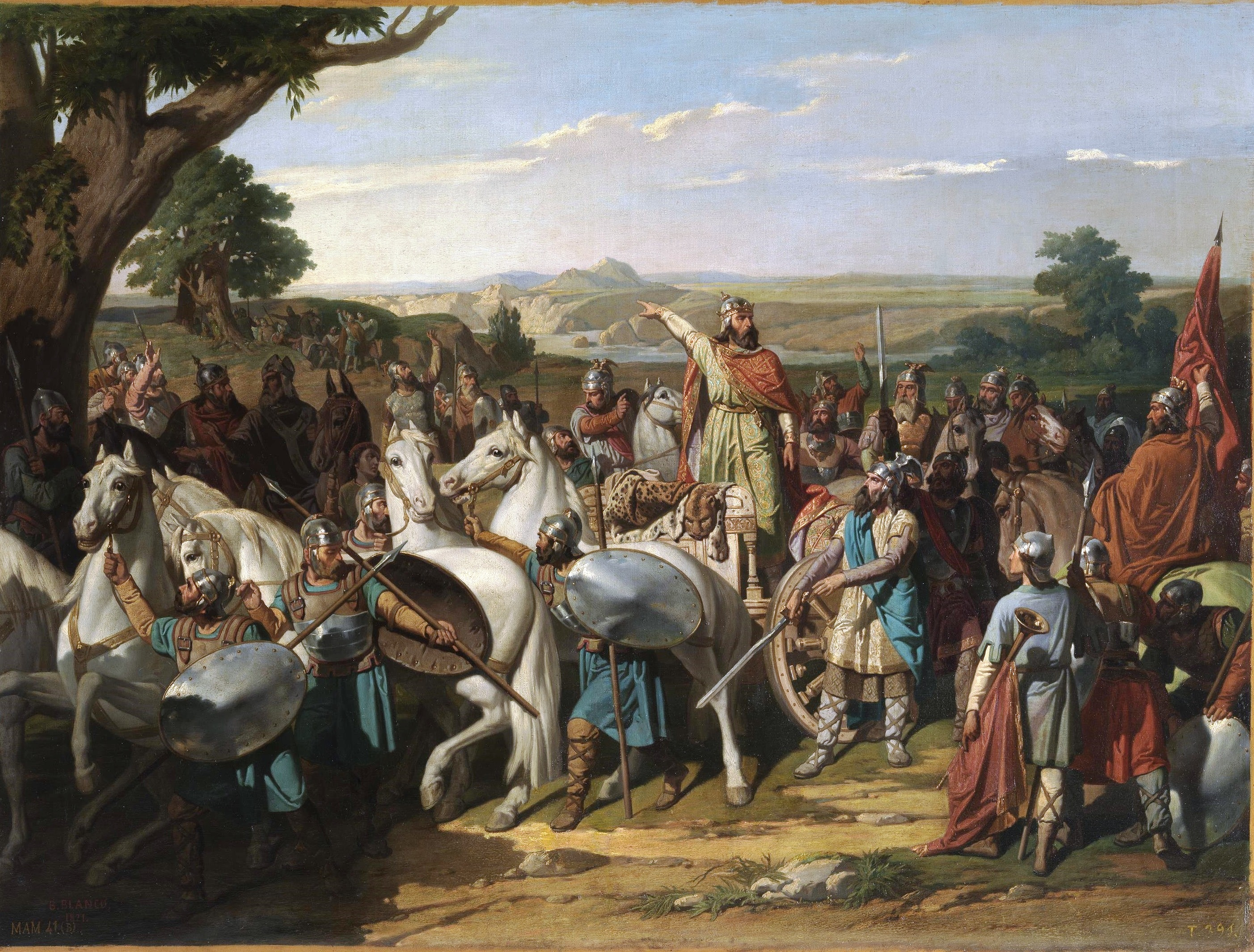
«Родеріх звертається до своїх військ перед Битвою при Гвадалеті». Картина Бернардо Бланко, 1871. Музей Прадо

Походив з династії Гіндасвінта. Син Теодофреда, герцога Кордови, та Рекілони. Втім частина дослідників відкидає родинні зв'язки Родеріха з Гіндасвінта. Інші зауважують, що Родеріх міг бути онуком Теодофреда. Натомість деякі вчені вказують, що він міг бути родичем королів по материнській лінії. Про високий соціальний статус Родеріха свідчить обіймання посади дукса (герцога Бетіки або за іншими відомостями — Лузітанії). Це була доволі важлива провінція, тому її могли королі довірити лише родичу.
Про свої амбіції Родеріх заявив за правління короля Вітіци. Останній вимушений був вигнати Родеріха з королівства. Лише наприкінці життя Вітіца під тиском знаті повернув того, або Родеріх повернувся, почувши про смерть короля. Він дістав підтримку південних аристократів, які надали йому війська, що захопили столицю — Толедо. При цьому спадкоємець покійного короля — Агіла — не міг протидіяти, оскільки перебував на півночі, де придушував чергове повстання басків.
Сини Вітіци (Ардо, Олмонд та Агіла) не визнали обрання Родеріха королем, тому спробували організувати боротьбу з новим королем на північному сході Іспанії. Разом з ними туди вирушила і частина вестготської знаті, зокрема опікуни Реквізінд і Ваязінд.
Родеріх рішуче виступив проти суперників, задавши їм поразки, проте повністю перемогти не зміг. Тому що між королем і його суперниками було укладено договір, за яким Родеріха визнавали королем, натомість родина Вітіци зберігала свої статки (3 тисячі маєтків) й політичне становище.
У 711 році спалахнуло нове повстання басків, проти яких Родеріх вирушив особисто. Тоді на півдні королівства висадився арабський загін на чолі з Таріком ібн-Зіядом. У вторгненні звинувачують Родеріха, який начебто спокусив Флорінду ла Каву, доньку графа Юліана, володаря Сеути. Юліан перейшов на бік арабів, допоміг їм зайняти Танжер. Арабо-берберські війська ібн-Зіяда при підтримці 13 тисяч вояків Юліана захопили місто Картею. Того часу Родеріх стрімко рушив на південь Піренеїв.
Вирішальна битва відбулася 19-26 липня 711 року на берегах річки Гвадалете, при місті Херес-де-ла Фронтера, в якій внаслідок зради братів Вітіци — Оппаса і Сісебута — вестготське військо зазнало поразки, наприкінці якої король загинув. Його останки було поховано у м. Візеу (сучасна Португалія). Значна частина півдня Вестготської держави була захоплена мусульманами. Новим королем було оголошено Агілу, сина Вітіци.